# Jack Henderson
Jack Henderson (Dromore, 13 luglio 1844 – 13 luglio 1932) è stato un calciatore nordirlandese, di ruolo portiere.